# Kenyentulus fanjingensis
Kenyentulus fanjingensis är en urinsektsart som beskrevs av Yin 1992. Kenyentulus fanjingensis ingår i släktet Kenyentulus och familjen lönntrevfotingar. Inga underarter finns listade i Catalogue of Life.